# تانی خیل
تانی خیل (به انگلیسی: Tanikhel) یک منطقهٔ مسکونی در پاکستان است که در ناحیه میانوالی واقع شده‌است.